# Maître du Retable Pallant

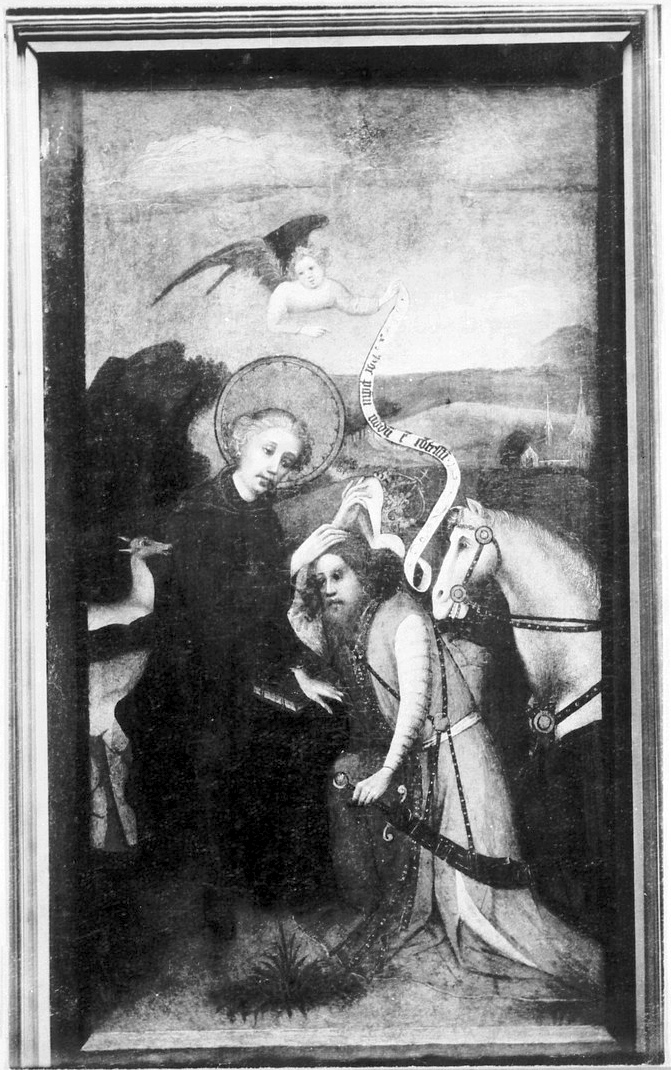
retable Pallant - Gilles l'Ermite bénit Charlemagne.

Le Maître du Retable Pallant (ou Palant) est le nom de convention d'un maître anonyme gothique qui, par son style, fait partie de l'École de Cologne de peinture, et est proche du Maître de la Véronique. Il est actif entre 1420 et 1430. Il est connu pour avoir livré, le 12 juillet 1429, un retable peint pour l'église paroissiale de Linnich, donation du chevalier Werner II, seigneur de Palanter et Breidenbach, membre de la famille Pallandt (de).

## Historique
Le retable, appelé aussi Marienaltar aus Linnich, est transféré au XVIe siècle dans l'église de Rurdorf, maintenant un quartier de Linnich, puis est vendu au XIXe siècle pour couvrir les frais de construction d'une église neuve. Les panneaux du retable sont maintenant dispersés dans des musées à Aix-la-Chapelle, Berlin, Cologne et Nuremberg. Ils se distinguent par un remarquable réalisme et une large palette de couleurs. Les peintures représentent des saints et saintes, notamment Jean-Baptiste, sainte Catherine, Jean l'Évangéliste et sainte Lucie. Un panneau au Germanisches Nationalmuseum de Nuremberg (Inv.-Nr. Gm 12) représente une scène de la légende de saint Gilles l'Ermite, et un autre, au Suermondt-Ludwig-Museum, une mise en scène dramatique de la délivrance du purgatoire. 

## Description

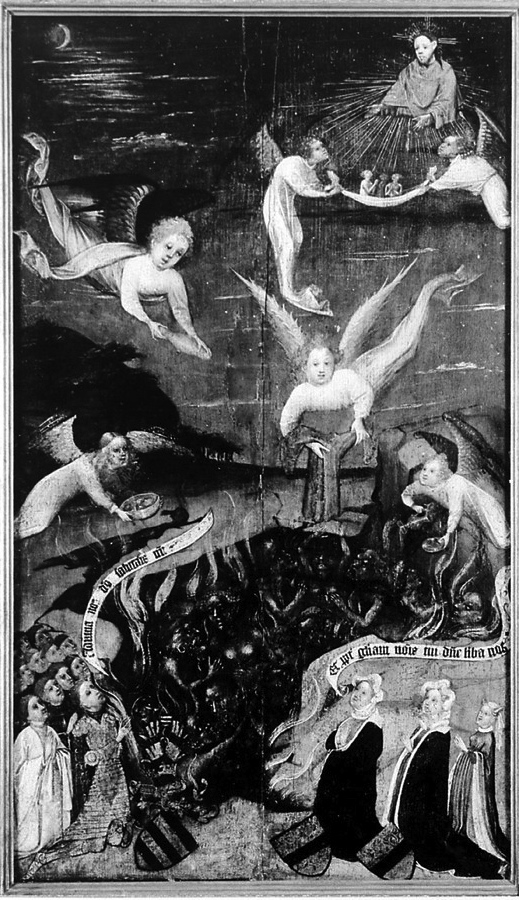
retable Pallant - délivrance du purgatoire.

Le retable a été démembré en 1895, et la disposition de l'original ne peut plus être reconstruite. La partie centrale est peut-être une représentation du Couronnement de Marie conservé au Kunstmuseum des Erzbistums Köln (qui s'appelle maintenant Musée Kolumba (de)). 
Un premier panneau sur fond doré entièrement rénové, se trouve à la Gemäldegalerie de Berlin ; il contient six images, chacune de 26,5 × 17,5 cm, séparées, puis rassemblées. Initialement elles représentent trois hommes et trois femmes : 
1. Jean le baptiste à genoux entre deux collines boisées, écoutant un ange qui lui enjoint de prêcher. Sur le phylactère : Vade et predica viam penitencie in remissionem peccatorum
2. Jean l’évangéliste et une apparition du Christ dans les nuages
3. Un corbeau apporte du pain à saint Paul l'Ermite.
4. Le Christ, sous forme d’un garçon aux cheveux bouclés, met la bague des fiançailles au doigt de sainte Catherine
5. Sainte Lucie, en prières pour sa mère malade, voit une apparition de mère de Dieu au-dessus de la tombe de sainte Agathe.
6. Un ange apporte une robe à sainte Agathe, nue.

Sur toutes ces images, on constate la tentative de créer un fond paysagé. Une grand soin porté aux plis des vêtements, au choix de coloris vifs et variés, aux visages ronds et pales.
Un autre panneau , l'intérieur d'un volet, de ce triptyque est à Nuremberg et représente saint Gilles l'Ermite. 
L’ermite est assis sur un rocher, derrière le chevreuil qui le nourrit. Il pose sa main sur la tête du roi Carolus agenouillé, à côté son cheval. Dans les nuages, un phylactère avec l’inscription Hoc peccatuon nondum est confessum. Ce panneau veut transmettre l’assurance que les pêchés peuvent être pardonnés par l’entremise d’un saint. 
Le troisième panneau de 89 × 52 cm, l'extérieur d'un volet, représente la délivrance du purgatoire. Il est au Suermondt-Ludwig-Museum. On voit dans une crevasse les morts, étroitement rassemblés et avec des gestes suppliants. Les têtes sont éclairées par des flammes rougeoyantes, au-dessus la terre brune, à gauche une montagne avec une forêt sombre, et encore au-dessus un ciel nocturne, verdâtre avec des bandes nuageuses blanches. Trois anges portent les symboles de la bienfaisance : un panier à pain, une robe, un bol à boire et une canne. Tout à droite apparaît le Christ dans un vêtement rouge et accueille les âmes qui lui sont apportées par deux anges. En bas à gauche le comte Werner von Pallant en armure dorée à genoux, accompagné de douze jeunes chevaliers, à droite deux femmes et une jeune fille. Les formes des anges se détachent en couleurs lumineuses du fond.
Dans ces œuvres, on retrouve sur plusieurs points l’influence de l’École de Cologne : les grands yeux et la bouche molle, aussi les visages des femmes et les formes étranges des têtes masculines se rencontrent dans les peintures colonaises de cette période, même les plis cassés se retrouvent par exemple chez le Maître de la Sainte Parenté l'Ancien. En revanche, l’usage des couleurs est propre au peintre et l’effet produit par les couleurs du purgatoire n’a pas été essayé à Cologne. L’encadrement architectural, avec des sculptures, est nouveau ici, alors qu’elle en usage dans la peinture flamande, comme chez Rogier van der Weyden. Finalement, ces peintures ne sont pas destinées à Cologne, et il est probable que le maître a choisi des nuances du style des maîtres flamands. C'est pourquoi aussi Aldenhoven et Scheibler estiment qu'il ne fait pas véritablement partie du premier cercle de École de Cologne.
On attribue au Maître également un panneau à la Alte Pinakothek représentant saint Jérôme.